# 三上明輝
三上 明輝（みかみ あきてる、1965年〈昭和40年〉4月23日 - ）は、日本の総務・内閣府官僚。

## 来歴
群馬県生まれ。小学校高学年の時に埼玉県所沢市に移り住んだ。その後、埼玉県立川越高等学校を経て、1988年（昭和63年）、早稲田大学政治経済学部を卒業し、総務庁に入庁。
入庁後、男女共同参画、青少年、障害者、交通安全などの政策立案や調整に携わり、在ジュネーブ国際機関日本政府代表部参事官、総務省統計局統計情報システム課長、同局統計調査部国勢統計課長、内閣府男女共同参画局調査課長、内閣府政策統括官（共生社会政策担当）付参事官（総括担当）、内閣府子ども・子育て本部参事官（総括担当）、内閣府大臣官房会計課長、内閣府北方対策本部審議官、内閣府大臣官房審議官（皇位継承式典担当）、内閣官房内閣審議官（内閣総務官室）、皇位継承式典事務局次長などを歴任。平成から令和への改元の際に設置された皇位継承式典事務局の次長を務め、皇位継承の式典を担い、過去の儀式の実施状況の調査などにあたった。
2020年（令和2年）8月1日、内閣府政策統括官（政策調整担当） に就任。
2021年（令和3年）9月1日、日本学術会議事務局長に就任。
2023年（令和5年）7月4日、内閣府迎賓館長に就任。館長としてSNSの発信に力を入れ、とりわけX（旧Twitter）では「館長です」から始まるポストなどが話題となった。また、これまで撮影禁止だった建物内部を期間と撮影場所を限って静止画の撮影を許可する取り組みを実施した。